# Lagena

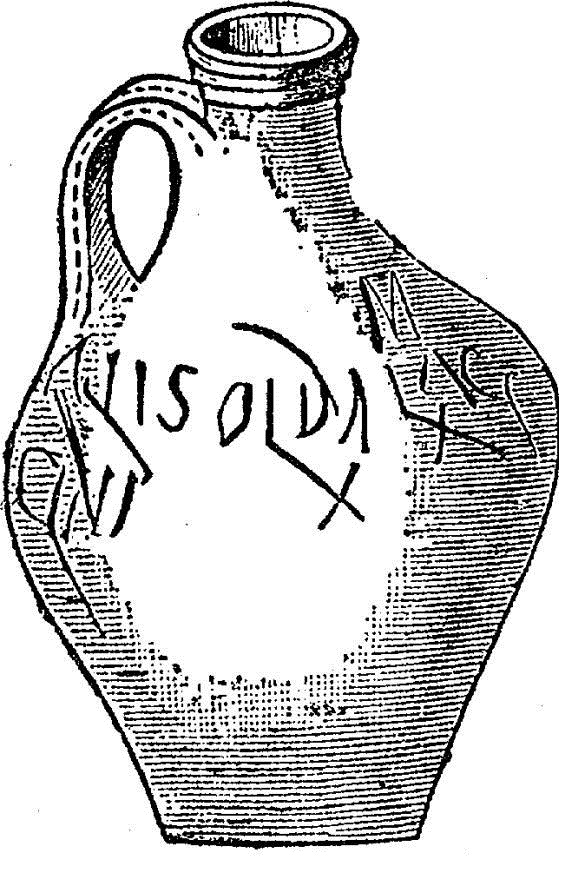
Lagena

Lagena (em latim: lagena; em grego: λάγυνος; romaniz.: lágunos) era um jarro de cerâmica com uma asa, gargalo longo e bocal amplo. Era utilizado para armazenar vinho e sempre ficava ao alcance dos convivas. Também era utilizado na Gália para servir cerveja.